# Jewhen Stankowytsch
Jewhen Fedorowytsch Stankowytsch (ukrainisch Євген Федорович Станкович, * 19. September 1942 in Swaljawa, Ukrainische SSR, Sowjetunion) ist ein ukrainischer Komponist.

## Leben
Stankowytsch studierte ab 1961 am Konservatorium von Lwiw bei Adam Sołtys und ab 1965 an der Nationalen Musikakademie der Ukraine bei Borys Ljatoschynskyj und Myroslaw Skoryk. Seit 1988 ist er dort Professor. Er schrieb unter anderem sechs Sinfonien, zehn Kammersinfonien, sechs Ballette, drei Opern sowie Instrumentalkonzerte und Kammermusik. Seine Kammersinfonie Nr. 3 wurde von der UNESCO beim International Rostrum of Composers als eine der zehn besten Arbeiten des Jahres 1985 gewählt. Seine Oper Wenn der Farn blüht wurde 1978 unmittelbar vor der Uraufführung von den sowjetischen Behörden verboten und erst 2011 konzertant vom Nationalen ukrainischen Volkschor Werowka in Kiew und 2017 in Lwiw szenisch uraufgeführt.

## Preise und Auszeichnungen
- 1976: Medaille „Für heldenmütige Arbeit“
- 1977: Taras-Schewtschenko-Preis
- 1982: Orden der Völkerfreundschaft
- 2002: Orden des Fürsten Jaroslaw des Weisen (V. Klasse)
- 2009: Held der Ukraine
- 2017: Orden des Fürsten Jaroslaw des Weisen (IV. Klasse)